# Pico de las Lomas

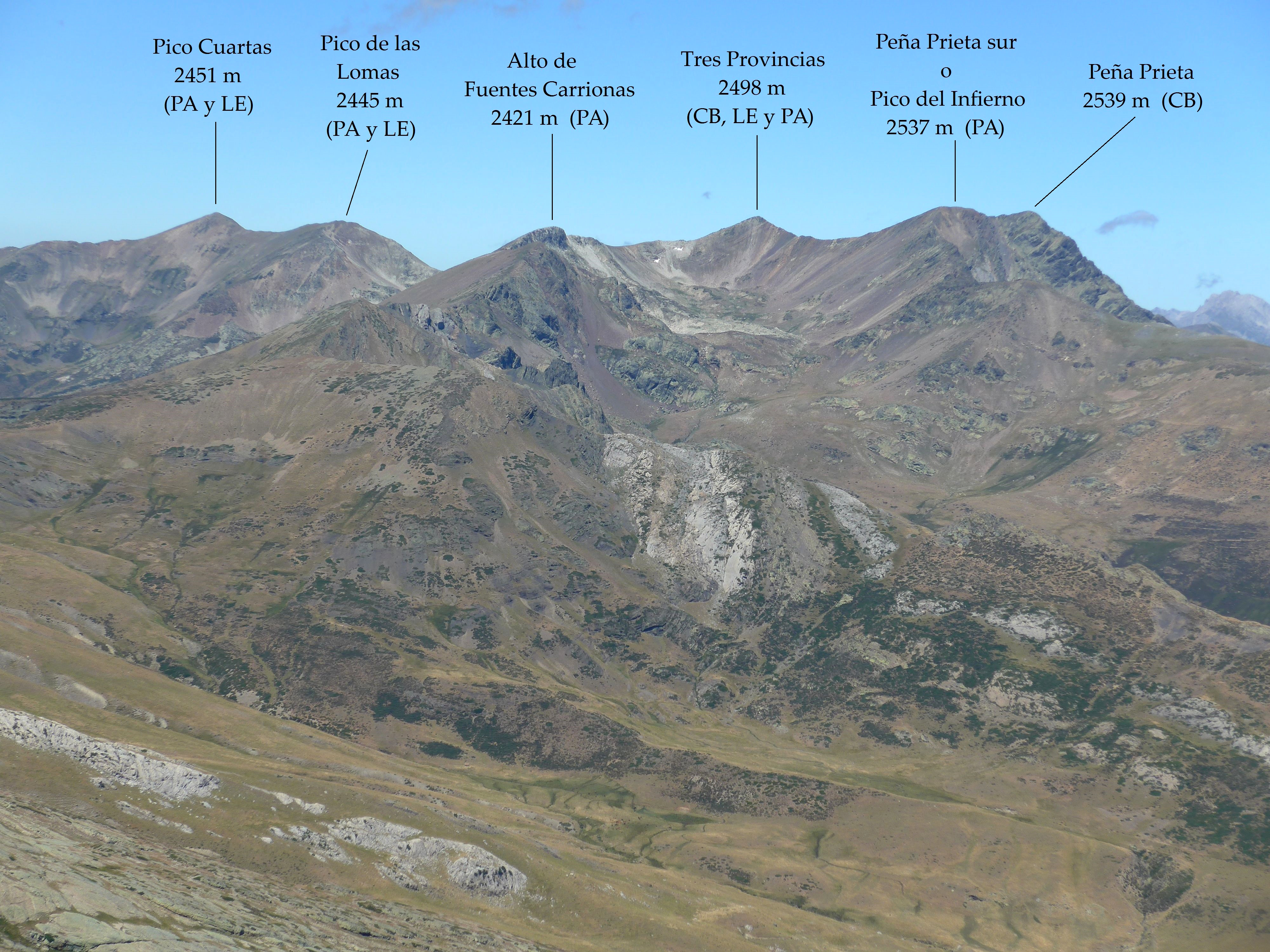
Pico de las Lomas visto desde el Curavacas

El Pico de las Lomas es una montaña de la cordillera Cantábrica enclavada en el macizo de Fuentes Carrionas (Montaña Palentina). Su nombre se explica por la forma redondeada de su cima, en forma de loma.
Mide 2444 metros de altitud y forma parte de un cordal montañoso que establece una divisoria natural entre Palencia al este y León al oeste. Dicho cordal presenta una orientación de noreste a suroeste. Muy próximo a esta montaña se localiza el Pico Cuartas, a tan solo 500 metros en línea recta.

## Rutas de acceso
La ruta de montañismo más directa para acceder al Pico de las Lomas parte de Cardaño de Arriba, siguiendo el PR P-10 en dirección al Pozo de las Lomas.